# Алмір Туркович
Алмір Туркович (босн. Almir Turković, нар. 3 листопада 1970, Сараєво) — боснійський футболіст, що грав на позиції нападника.
Виступав, зокрема, за клуби «Осієк» та «Хайдук» (Спліт), а також національну збірну Боснії і Герцеговини.

## Клубна кар'єра
Футболом почав займатися з 8 років у клубі «Желєзнічар». З того часу виступав у словенській ХІТ Гориці, а також Тігрису. У дорослому футболі дебютував 1995 року виступами за команду клубу «Форвертс» (Штайр), в якій провів один сезон. З 1997 року захищав кольори клубу «Задаркомерц» з хорватського чемпіонату. У клубі став основним гравцем команди, демонструючи при цьому прекрасну техніку. У 1999 році грав у складі «Сараєво». Своєю грою за останню команду привернув увагу представників тренерського штабу клубу «Осієк», до складу якого приєднався 1999 року. Відіграв за команду з Осієка наступні три сезони своєї ігрової кар'єри.
Протягом 2002 року захищав кольори японського клубу «Сересо Осака». Там дуже швидко став ключовим гравцем команди та одним з найзірковіших футболістів. Проте вже того ж року залишив клуб та уклав контракт з «Хайдуком» (Спліт), у складі якого провів наступні три роки своєї кар'єри гравця. Незважаючи на те, що протягом свого перебування у хорватському клубі двічі перемагав у національному чемпіонаті та 1 разу у національному кубку, його й сьогодні у місті зустрічають оваціями. Протягом 2005—2006 років знову захищав кольори команди клубу «Осієк».
Завершив професійну ігрову кар'єру у клубі «Сараєво», у складі якого вже виступав раніше. Прийшов до команди 2006 року, захищав її кольори до припинення виступів на професійному рівні у 2008 році.

## Виступи за збірну
1995 року дебютував в офіційних матчах у складі національної збірної Боснії і Герцеговини. Протягом кар'єри у національній команді, яка тривала 9 років, провів у формі головної команди країни лише 7 матчів.

## Клубна статистика
| Клубні виступи       | Клубні виступи       | Клубні виступи       | Ліга  | Ліга | Кубок            | Кубок            | Суперкубок | Суперкубок | Міжнародні | Міжнародні | Загалом | Загалом |
| Сезон                | Клуб                 | Ліга                 | Матчі | Голи | Матчі            | Голи             | Матчі      | Голи       | Матчі      | Голи       | Матчі   | Голи    |
| Боснія і Герцоговина | Боснія і Герцоговина | Боснія і Герцоговина | Ліга  | Ліга | Кубок            | Кубок            | Суперкубок | Суперкубок | Європа     | Європа     | Загалом | Загалом |
| -------------------- | -------------------- | -------------------- | ----- | ---- | ---------------- | ---------------- | ---------- | ---------- | ---------- | ---------- | ------- | ------- |
| 1994                 | Сараєво              | Перша ліга БіХ       | 7     | 4    | 4                | 0                | –          | –          | –          | –          | 11      | 4       |
| Австрія              | Австрія              | Австрія              | Ліга  | Ліга | Кубок            | Кубок            | Суперкубок | Суперкубок | Європа     | Європа     | Загалом | Загалом |
| 1995-96              | Форвертс (Штайр)     | Бундесліга           | 8     | 1    | 2                | 1                | –          | –          | –          | –          | 10      | 2       |
| Боснія і Герцоговина | Боснія і Герцоговина | Боснія і Герцоговина | Ліга  | Ліга | Кубок            | Кубок            | Суперкубок | Суперкубок | Європа     | Європа     | Загалом | Загалом |
| 1996-97              | Сараєво              | Прем'єр-ліга БіХ     | 20    | 3    | 5                | 5                | –          | –          | –          | –          | 25      | 8       |
| Хорватія             | Хорватія             | Хорватія             | Ліга  | Ліга | Кубок            | Кубок            | Суперкубок | Суперкубок | Європа     | Європа     | Загалом | Загалом |
| 1997–98              | Задаркомерц          | 1 ХНЛ                | 27    | 7    | 2                | 0                | -          | -          | -          | -          | 29      | 7       |
| 1998–99              | Задаркомерц          | 1 ХНЛ                | 27    | 9    | 2                | 1                | -          | -          | -          | -          | 29      | 10      |
| 1999–00              | Осієк                | 1 ХНЛ                | 19    | 7    | 4                | 2                | -          | -          | 2          | 0          | 25      | 9       |
| Боснія і Герцоговина | Боснія і Герцоговина | Боснія і Герцоговина | Ліга  | Ліга | Кубок            | Кубок            | Суперкубок | Суперкубок | Європа     | Європа     | Загалом | Загалом |
| 1999-00              | Сараєво              | Прем'єр-ліга         | 12    | 2    | 0                | 0                | –          | –          | –          | –          | 12      | 2       |
| Хорватія             | Хорватія             | Хорватія             | Ліга  | Ліга | Кубок            | Кубок            | Суперкубок | Суперкубок | Європа     | Європа     | Загалом | Загалом |
| 2000–01              | Осієк                | 1 ХНЛ                | 21    | 8    | 3                | 1                | -          | -          | 4          | 2          | 28      | 11      |
| 2001–02              | Осієк                | 1 ХНЛ                | 13    | 2    | 1                | 2                | -          | -          | 6          | 1          | 20      | 5       |
| Японія               | Японія               | Японія               | Ліга  | Ліга | Кубок Імператора | Кубок Імператора | Суперкубок | Суперкубок | Азія       | Азія       | Загалом | Загалом |
| 2002                 | Сересо Осака         | Джей-ліга 2          | 38    | 11   | 3                | 3                | -          | -          | -          | -          | 41      | 14      |
| Хорватія             | Хорватія             | Хорватія             | Ліга  | Ліга | Кубок            | Кубок            | Суперкубок | Суперкубок | Європа     | Європа     | Загалом | Загалом |
| 2002–03              | Хайдук (Спліт)       | 1 ХНЛ                | 12    | 7    | 3                | 1                | -          | -          | -          | -          | 15      | 8       |
| 2003–04              | Хайдук (Спліт)       | 1 ХНЛ                | 16    | 5    | 0                | 0                | 1          | 0          | -          | -          | 17      | 5       |
| 2004–05              | Хайдук (Спліт)       | 1 ХНЛ                | 21    | 4    | 7                | 2                | 1          | 0          | 1          | 0          | 30      | 6       |
| 2005–06              | Осієк                | 1 ХНЛ                | 27    | 3    | 4                | 1                | -          | -          | -          | -          | 31      | 4       |
| Боснія і Герцоговина | Боснія і Герцоговина | Боснія і Герцоговина | Ліга  | Ліга | Кубок            | Кубок            | Суперкубок | Суперкубок | Європа     | Європа     | Загалом | Загалом |
| 2006–07              | Сараєво              | Прем'єр-ліга БіХ     | 21    | 5    | 7                | 0                | –          | –          | –          | –          | 28      | 5       |
| 2007–08              | Сараєво              | Прем'єр-ліга БіХ     | 27    | 3    | 4                | 3                | –          | –          | 5          | 1          | 36      | 7       |
| Країна               | Боснія і Герцоговина | Боснія і Герцоговина | 87    | 17   | 20               | 8                | 0          | 0          | 5          | 1          | 112     | 26      |
| Країна               | Австрія              | Австрія              | 8     | 1    | 2                | 1                | 0          | 0          | 0          | 0          | 10      | 2       |
| Країна               | Хорватія             | Хорватія             | 183   | 52   | 26               | 10               | 2          | 0          | 13         | 3          | 224     | 65      |
| Країна               | Японія               | Японія               | 38    | 11   | 3                | 3                | 0          | 0          | 0          | 0          | 41      | 14      |
| Загалом              | Загалом              | Загалом              | 316   | 81   | 51               | 22               | 2          | 0          | 18         | 4          | 387     | 107     |

## Статистика у національній збірній
| Національна збірна   | Рік     | Матчі | Голи |
| -------------------- | ------- | ----- | ---- |
| Боснія і Герцоговина |         |       |      |
| 1995                 | 1       | 0     |      |
| 1996                 | 1       | 0     |      |
| 1997                 | 4       | 0     |      |
| 1998                 | 1       | 0     |      |
| 1999                 | 3       | 0     |      |
| 2000                 | 0       | 0     |      |
| 2001                 | 0       | 0     |      |
| 2002                 | 0       | 0     |      |
| 2003                 | 1       | 0     |      |
| Загалом              | Загалом | 11    | 0    |

## Матчі у збірній
| Матчі Алміра Турковича у збірній | Матчі Алміра Турковича у збірній | Матчі Алміра Турковича у збірній          | Матчі Алміра Турковича у збірній | Матчі Алміра Турковича у збірній | Матчі Алміра Турковича у збірній | Матчі Алміра Турковича у збірній |
| №                                | Дата                             | Матч                                      | Рахунок                          | Змагання                         | Голи                             |                                  |
| Як гравець Форвертс (Штайр)      | Як гравець Форвертс (Штайр)      | Як гравець Форвертс (Штайр)               | Як гравець Форвертс (Штайр)      | Як гравець Форвертс (Штайр)      | Як гравець Форвертс (Штайр)      | Як гравець Форвертс (Штайр)      |
| -------------------------------- | -------------------------------- | ----------------------------------------- | -------------------------------- | -------------------------------- | -------------------------------- | -------------------------------- |
| 1.                               | 30 листопада 1995                | Албанія – Боснія і Герцеговина            | 2 – 0                            | Товариський                      | 0                                |                                  |
| Як гравець клубу УАНЛ Тигрес     |                                  |                                           |                                  |                                  |                                  |                                  |
| 2.                               | 18 грудня 1996                   | Бразилія – Боснія і Герцеговина           | 1 – 0                            | Товариський                      | 0                                |                                  |
| 3.                               | 22 лютого 1997                   | Боснія і Герцеговина – В'єтнам            | 4 – 0                            | Кубок Дангілла                   | 0                                |                                  |
| 4.                               | 24 лютого 1997                   | Зімбабве – Боснія і Герцеговина           | 2 – 2                            | Кубок Дангілла                   | 0                                |                                  |
| 5.                               | 26 лютого 1997                   | Боснія і Герцеговина – Індонезія          | 2 – 0                            | Кубок Дангілла                   | 0                                |                                  |
| 6.                               | 28 лютого 1997                   | Малайзія – Боснія і Герцеговина           | 0 – 1                            | Кубок Дангілла                   | 0                                |                                  |
| Як гравець «Задара»              |                                  |                                           |                                  |                                  |                                  |                                  |
| 7.                               | 3 червня 1998                    | Північна Македонія – Боснія і Герцеговина | 1 – 1                            | Товариський                      | 0                                |                                  |
| 8.                               | 10 березня 1999                  | Угорщина – Боснія і Герцеговина           | 1 – 1                            | Товариський                      | 0                                |                                  |
| 9.                               | 5 червня 1999                    | Боснія і Герцеговина – Литва              | 2 – 0                            | кв. ЧЄ 2000                      | 0                                |                                  |
| 10.                              | 9 червня 1999                    | Фарерські острови – Боснія і Герцеговина  | 2 – 2                            | кв. ЧЄ 2000                      | 0                                |                                  |
| Як гравець «Хайдука» (Спліт)     |                                  |                                           |                                  |                                  |                                  |                                  |
| 11.                              | 29 березня 2003                  | Боснія і Герцеговина – Люксембург         | 2 – 0                            | кв. ЧЄ 2004                      | 0                                |                                  |

## Досягнення

### Клубні
Сараєво
- Прем'єр-ліга:
  -  Чемпіон (1): 2006/07

- Кубок Боснії і Герцеговини
  -  Володар (1): 1996/97

Хайдук
- Чемпіонат Хорватії
  -  Чемпіон (1): 2003/04, 2004/05

- Кубок Хорватії
  -  Володар (1): 2002/03

- Суперкубок Хорватії
  -  Володар (2): 2004, 2005

### Особисті
- Найкращий гравець Прем'єр-ліги: 2007